# Deficiencia de adrenocorticotropina
La deficiencia de la hormona adrenocorticotropa o hipoadrenalismo secundario resulta de una ausencia o disminución de la producción de la hormona adrenocorticotropa (ACTH) por la glándula pituitaria o también llamada Hipófisis. 
Una disminución en la concentración de la ACTH en la sangre resulta en una disminución de la secreción de hormonas de la glándula suprarrenal concluyendo con Hipocortisolismo. La disminución en la glándula suprarrenal puede dar surgimiento a pérdida de peso, falta de apetito (anorexia), debilidad, náusea, vómito, actividad hipocinética del corazón, irritabilidad gástrica y una presión arterial baja (hipotensión). 
Como estos síntomas son muy generales muchas veces no se diagnostica correctamente o se confunde por completo aunque también  es provocada por una utilización inadecuada de fármacos, infecciones como la tuberculosis, esta era la causa más común de hipoadrenalismo secundario y la enfermedad de Addison antes del siglo XX y continúa siendo una de los factores principales en países no desarrollados, también se cree que hay factores autoinmunes relacionados.